# دير حسن (الحديدة)
دير حسن هي إحدى قرى مديرية الدريهمي، التابعة لمحافظة الحديدة اليمنية، بلغ تعداد سكانها 4796 نسمة حسب الإحصاء الذي أجري عام 2004.